# Контакт (речовина)
Конта́кт — речовина, що утворюється при очищенні продуктів перегонки нафти сірчаною кислотою; застосовують у різних виробництвах, зокрема, хімічних.
Очищення нафтових фракцій сірчаною кислотою проводять для видалення з них ненасичених, сірко-, азотовмісних і смолистих сполук, які обумовлюють малу стабільність палив при зберіганні, нестабільність кольору і погіршують деякі експлуатаційні властивості. Смолисті речовини реагують з сірчаною кислотою в трьох напрямках: одна частина смол розчиняється в сірчаній кислоті, інша конденсується з утворенням речовин, подібних асфальтенам, з третьої частини утворюються сульфокислоти. Всі ці види смол переходять в кислий гудрон.